# St. Vincent and the Grenadines National Olympic Committee
Das St. Vincent and the Grenadines National Olympic Committee (IOC-Code: VIN) ist das Nationale Olympische Komitee, das St. Vincent und die Grenadinen vertritt. Es ist auch das Organ, das für die Vertretung von St. Vincent und den Grenadinen bei den Commonwealth-Spielen zuständig ist.

## Geschichte
Das Olympische Komitee von St. Vincent und die Grenadinen wurde 1982 gegründet und 1987 vom Internationalen Olympischen Komitee anerkannt.